# ブルース・カービー
ブルース・カービー （Bruce Kirby, 1925年4月28日 - 2021年1月24日）は、アメリカ合衆国の男優。息子は俳優のブルーノ・カービー。

## プロフィール
1950年代から数々の映画に脇役として登場していたが、テレビドラマ『刑事コロンボ』での、コロンボの部下ジョージ・クレイマー刑事として知られている。息子のブルーノ・カービーとは『祝砲の挽歌』において親子共演を果たしている。
主に刑事役などを演じる事が多かった。
2021年1月24日にロサンゼルスのシーダーズ・サイナイ・メディカルセンターで死去。

## 出演作品

### 映画
- キャッチ=22 - Catch-22 (1970) - 医師
- もうひとりの男 - The Other Man (1970) - ブルックナー博士
- 華麗なる泥棒 - Thief (1971)
- How to Frame a Figg - （1971）
- 賞金稼ぎのバラード - J.W. Coop (1971)
- シンデレラ・リバティー/かぎりなき愛 - Cinderella Liberty (1974) - オルコット
- マペットの夢みるハリウッド - The Muppet Movie (1979) - ゲートのガードマン
- 逆転夫婦 - Se Eu Fosse Você (1979)
- 昼下がりの衝撃 - The Other Victim (1981)
- エンジェル ウォーズ - Sweet Dreams (1985)
- ジェシカ・ラングのスウィート・ドリーム Sweet Dreams (1985)
- 私立ガードマン/全員無責任 - Armed and Dangerous (1986) - 警察署長
- スタンド・バイ・ミー - Stand by Me (1986)
- 鬼ママを殺せ - Throw Momma from the Train (1987) - 刑事
- ダンス・パーティ'65 - The In Crowd (1987)
- ピーター・フォークの 恋する大泥棒 - Happy New Year (1987)
- ザ・エンフォーサー / 暗黒街のレクイエム - Frank Nitti: The Enforcer (1988)
- 汚れなき瞳の中に - Lady in White(1988) - タクシー運転手
- ケビン・ベーコンの ハリウッドに挑戦!! The Big Picture (1989)
- 最高の恋人 - Mr. Wonderful (1993) - ダンテ
- 殺人報酬 - Blood Money (1999) - アンクルジョー
- デンジャラス・トラップ 蜘蛛女 - A Bold Affair (1999)
- クラッシュ - Crash (2004) - ポップ・ライアン
- 2:22 - (2007)
- ボトム・プレデター 地底に潜む生命体 - Bottom Feeders (2008) - マーヴ

### テレビドラマ
- ペリー・メイスン - Perry Mason シーズン11 エピソード11 (1957) - ブレナン
- シャノン - Shannon (1961～1962) - シュミット・モース
- 脱線パトカー54 - Car 54, Where are You? シーズン1 エピソード4 (1961)  - ハミルトン
- かわいい魔女ジニー - I Dream of Jeannie シーズン4 エピソード9 (1965) - 乗客
- 鬼警部アイアンサイド - Ironside (1967)
  - シーズン4 - エピソード21 The Riddle in Room Six - ニック・カービィ
  - シーズン4 - エピソード3 The Happy Dreams of Hollow Men - ベン
  - シーズン3 - エピソード15 Dora - バイヤー
- 特捜隊アダム12 - Adam-12 シーズン2 エピソード9 (1968) - マイク・フェンダー
- ドクター・ウェルビー - Marcus Welby, M.D. シーズン6 エピソード14 (1969) - フレッド・ボワーズ
- 外科医ギャノン - Medical Center シーズン5 エピソード12 (1969) - ヘンダーソン
- バナチェック登場 / 消えたスーパーカー - Banacek (1972)
- サンフランシスコ捜査線 - The Streets of San Francisco シーズン3 エピソード18 (1972)  - カール・セヴァーン
- 刑事コロンボ - Columbo
  - 毒のある花 - Lovely but Lethal (1973) - 化粧品会社研究員
  - 祝砲の挽歌 - By Dawn's Early Light (1974) - ジョージ・クレイマー刑事
  - 5時30分の目撃者 - A Deadly State of Mind (1975) - ジョージ・クレイマー刑事
  - 仮面の男 - Identity Crisis (1975) - ジョージ・クレイマー刑事
  - さらば提督 - Last Salute to the Commodore (1976) - ジョージ・クレイマー刑事
  - 秒読みの殺人 - Make Me a Perfect Murder (1977) - テレビの修理業者
  - だまされたコロンボ - Columbo Cries Wolf (1989) - 刑事
  - 完全犯罪の誤算 - Agenda for Murder (1990) - ジョージ・クレイマー刑事
  - 奇妙な助っ人 - Strange Bedfellows (1995) - フィル・ブリンドル刑事
- 警部マクロード / セントラルパークの対決 - McCloud (1973)
- 刑事コジャック - Kojak (1973) - アル・ヴァイン刑事
  - シーズン1 - エピソード0 The Marcus-Nelson Murders
  - シーズン1 - エピソード2 Web of Death
  - シーズン1 - エピソード12 Last Rites for a Dead
  - シーズン3 - エピソード13 Money Back Guarantee
- スパイ大作戦 - Mission: Impossible  シーズン4 エピソード13 (1973) - TV報道官
- 事件記者ルー・グラント - Lou Grant (1977)
  - シーズン4 - エピソード13 Strike - マーレイ・グスタ
  - シーズン5 - エピソード23 Victims - 大尉
- 特捜警部アイシャイド - Eischied シーズン1 エピソード10 (1979)
- アメリカン・ヒーロー - The Greatest American Hero (1981) - ショーティ・ロビンソン
- 探偵レミントン・スティール - Remington Steele シーズン1 エピソード10 (1982)  - マイケル・ドミニク
- ジェシカおばさんの事件簿 - Murder, She Wrote (1984)
  - シーズン6 - エピソード17 Murder According to Maggie - アンディ執事
  - シーズン12 - エピソード22 What You Don't Know Can Kill You - ジェレミー・ウッズ
- 刑事ハンター - Hunter (1984) - エドワード・スタンモア
  - シーズン4 - エピソード6・7 City of Passion
  - シーズン4 - エピソード15 Naked Justice
- L.A.ロー 七人の弁護士 - L.A. Law (1986) - ブルース・ロゴフ
  - シーズン2 - エピソード12 Hand Roll Express
  - シーズン5 - エピソード3 Lie Hard
  - シーズン5 - エピソード13 Dances with Sharks
- 新・夜の大捜査線 - In the Heat of the Night シーズン4 エピソード1 (1988) - ハーラン・キャシディ
- リーズナブル・ダウト / 静かなる検事記録 - Reasonable Doubts シーズン1 エピソード12 (1991)
- シカゴホープ - Chicago Hope シーズン5 エピソード5 (1994)  - ガーナー・ハーベスト
- 超感覚刑事ザ・センチネル - The Sentinel シーズン2 エピソード23 (1996) - フランクリン・ヘルマン
- Scrubs〜恋のお騒がせ病棟 - Scrubs シーズン6 エピソード19 (2001) - Mr. ビルブレイ
- CIA:ザ・エージェンシー - The Agency シーズン2 エピソード4 (2001)
- ザ・ホワイトハウス3 - The West Wing (2002) - バーニー
- NUMBERS 天才数学者の事件ファイル - Numbers シーズン3 エピソード20 (2005) - ルイス・グレイサー